# Liste der Nummer-eins-Hits in den Rhythmic Airplay Charts (2018)
Dies ist eine Liste der Nummer-eins-Hits in den Rhythmic Airplay Charts im Jahr 2018.

## Singles
| ← 2017 ← | Liste der Nummer-eins-Hits in den Rhythmic Airplay Charts | Liste der Nummer-eins-Hits in den Rhythmic Airplay Charts | Liste der Nummer-eins-Hits in den Rhythmic Airplay Charts | 2019 →                    |
| \| Zeitraum \| Wo. ges. \| Interpret \| Titel Autor(en) \| Zusätzliche Informationen \| \| (Zeitraum, Wochen auf Platz eins, Interpret, Titel, Autor[en], zusätzliche Informationen) \| \| \| \| \| \| ----------------------------------------------------------------------------------------- \| -------- \| -------------------------------------------------------- \| ------------------------ \| ------------------------- \| \| 30. Dezember 2017 – 2. Januar 2018 1 Woche (insgesamt 1) \| 1 \| Kendrick Lamar feat. Zacari \| Love \| – \| \| 3. Januar 2018 – 19. Januar 2018 2 Wochen (insgesamt 3) \| 3 \| Camila Cabello feat. Young Thug \| Havana \| – \| \| 20. Januar 2018 – 26. Januar 2018 1 Woche (insgesamt 1) \| 1 \| Gucci Mane feat. Migos \| I Get the Bag \| – \| \| 27. Januar 2018 – 2. Februar 2018 1 Woche (insgesamt 6) \| 6 \| Post Malone feat. 21 Savage \| Rockstar \| – \| \| 3. Februar 2018 – 9. Februar 2018 1 Woche (insgesamt 1) \| 1 \| Miguel feat. Travis Scott \| Sky Walker \| – \| \| 10. Februar 2018 – 16. Februar 2018 1 Woche (insgesamt 1) \| 1 \| N.E.R.D & Rihanna \| Lemon \| – \| \| 17. Februar 2018 – 2. März 2018 2 Wochen (insgesamt 2) \| 2 \| Bruno Mars & Cardi B \| Finesse (Remix) \| – \| \| 3. März 2018 – 13. April 2018 6 Wochen (insgesamt 6) \| 6 \| Drake \| God’s Plan \| – \| \| 14. April 2018 – 27. April 2018 2 Wochen (insgesamt 2) \| 2 \| The Weeknd & Kendrick Lamar \| Pray For Me \| – \| \| 28. April 2018 – 25. Mai 2018 4 Wochen (insgesamt 4) \| 4 \| Post Malone feat. Ty Dolla Sign \| Psycho \| – \| \| 26. Mai 2018 – 6. Juli 2018 6 Wochen (insgesamt 6) \| 6 \| Drake \| Nice for What \| – \| \| 7. Juli 2018 – 13. Juli 2018 1 Woche (insgesamt 1) \| 1 \| Cardi B \| Be Careful \| – \| \| 14. Juli 2018 – 10. August 2018 4 Wochen (insgesamt 4) \| 4 \| Cardi B, Bad Bunny & J Balvin \| I Like It \| – \| \| 11. August 2018 – 7. September 2018 4 Wochen (insgesamt 4) \| 4 \| Drake \| In My Feelings \| – \| \| 8. September 2018 – 5. Oktober 2018 4 Wochen (insgesamt 4) \| 4 \| Tyga feat. Offset \| Taste \| – \| \| 6. Oktober 2018 – 12. Oktober 2018 1 Woche (insgesamt 1) \| 1 \| DJ Khaled feat. Justin Bieber, Chance the Rapper & Quavo \| No Brainer \| – \| \| 13. Oktober 2018 – 19. Oktober 2018 1 Woche (insgesamt 1) \| 1 \| Juice Wrld \| Lucid Dreams (Forget Me) \| – \| \| 20. Oktober 2018 – 26. Oktober 2018 1 Woche (insgesamt 1) \| 1 \| YG feat. 2 Chainz, Big Sean & Nicki Minaj \| Big Bank \| – \| \| 27. Oktober 2018 – 30. November 2018 5 Wochen (insgesamt 5) \| 5 \| Travis Scott \| Sicko Mode \| – \| \| 1. Dezember 2018 – 21. Dezember 2018 3 Wochen (insgesamt 3) \| 3 \| Gucci Mane, Bruno Mars & Kodak Black \| Wake Up in the Sky \| – \| \| 22. Dezember 2018 – 28. Dezember 2018 1 Woche (insgesamt 1) \| 1 \| Ella Mai \| Trip \| – \| \| 29. Dezember 2018 – 11. Januar 2019 2 Wochen (insgesamt 2) \| 2 \| Bad Bunny feat. Drake \| Mia \| – \| |                                                           |                                                           |                                                           |                           |
| ← 2017 |                                                           |                                                           |                                                           | → 2019 →                  |
| Zeitraum | Wo. ges.                                                  | Interpret                                                 | Titel Autor(en)                                           | Zusätzliche Informationen |
| (Zeitraum, Wochen auf Platz eins, Interpret, Titel, Autor[en], zusätzliche Informationen) |                                                           |                                                           |                                                           |                           |
| 30. Dezember 2017 – 2. Januar 2018 1 Woche (insgesamt 1) | 1                                                         | Kendrick Lamar feat. Zacari                               | Love                                                      | –                         |
| 3. Januar 2018 – 19. Januar 2018 2 Wochen (insgesamt 3) | 3                                                         | Camila Cabello feat. Young Thug                           | Havana                                                    | –                         |
| 20. Januar 2018 – 26. Januar 2018 1 Woche (insgesamt 1) | 1                                                         | Gucci Mane feat. Migos                                    | I Get the Bag                                             | –                         |
| 27. Januar 2018 – 2. Februar 2018 1 Woche (insgesamt 6) | 6                                                         | Post Malone feat. 21 Savage                               | Rockstar                                                  | –                         |
| 3. Februar 2018 – 9. Februar 2018 1 Woche (insgesamt 1) | 1                                                         | Miguel feat. Travis Scott                                 | Sky Walker                                                | –                         |
| 10. Februar 2018 – 16. Februar 2018 1 Woche (insgesamt 1) | 1                                                         | N.E.R.D & Rihanna                                         | Lemon                                                     | –                         |
| 17. Februar 2018 – 2. März 2018 2 Wochen (insgesamt 2) | 2                                                         | Bruno Mars & Cardi B                                      | Finesse (Remix)                                           | –                         |
| 3. März 2018 – 13. April 2018 6 Wochen (insgesamt 6) | 6                                                         | Drake                                                     | God’s Plan                                                | –                         |
| 14. April 2018 – 27. April 2018 2 Wochen (insgesamt 2) | 2                                                         | The Weeknd & Kendrick Lamar                               | Pray For Me                                               | –                         |
| 28. April 2018 – 25. Mai 2018 4 Wochen (insgesamt 4) | 4                                                         | Post Malone feat. Ty Dolla Sign                           | Psycho                                                    | –                         |
| 26. Mai 2018 – 6. Juli 2018 6 Wochen (insgesamt 6) | 6                                                         | Drake                                                     | Nice for What                                             | –                         |
| 7. Juli 2018 – 13. Juli 2018 1 Woche (insgesamt 1) | 1                                                         | Cardi B                                                   | Be Careful                                                | –                         |
| 14. Juli 2018 – 10. August 2018 4 Wochen (insgesamt 4) | 4                                                         | Cardi B, Bad Bunny & J Balvin                             | I Like It                                                 | –                         |
| 11. August 2018 – 7. September 2018 4 Wochen (insgesamt 4) | 4                                                         | Drake                                                     | In My Feelings                                            | –                         |
| 8. September 2018 – 5. Oktober 2018 4 Wochen (insgesamt 4) | 4                                                         | Tyga feat. Offset                                         | Taste                                                     | –                         |
| 6. Oktober 2018 – 12. Oktober 2018 1 Woche (insgesamt 1) | 1                                                         | DJ Khaled feat. Justin Bieber, Chance the Rapper & Quavo  | No Brainer                                                | –                         |
| 13. Oktober 2018 – 19. Oktober 2018 1 Woche (insgesamt 1) | 1                                                         | Juice Wrld                                                | Lucid Dreams (Forget Me)                                  | –                         |
| 20. Oktober 2018 – 26. Oktober 2018 1 Woche (insgesamt 1) | 1                                                         | YG feat. 2 Chainz, Big Sean & Nicki Minaj                 | Big Bank                                                  | –                         |
| 27. Oktober 2018 – 30. November 2018 5 Wochen (insgesamt 5) | 5                                                         | Travis Scott                                              | Sicko Mode                                                | –                         |
| 1. Dezember 2018 – 21. Dezember 2018 3 Wochen (insgesamt 3) | 3                                                         | Gucci Mane, Bruno Mars & Kodak Black                      | Wake Up in the Sky                                        | –                         |
| 22. Dezember 2018 – 28. Dezember 2018 1 Woche (insgesamt 1) | 1                                                         | Ella Mai                                                  | Trip                                                      | –                         |
| 29. Dezember 2018 – 11. Januar 2019 2 Wochen (insgesamt 2) | 2                                                         | Bad Bunny feat. Drake                                     | Mia                                                       | –                         |